# 산타 마리아 델 소코르소역
산타 마리아 델 소코르소 역(이탈리아어: Santa Maria del Soccorso)은 로마 지하철 B선의 역 중 하나로, 이 역 근처에 있는 산타 마리아 델 소코르소 교회를 따서 이름이 붙여졌다. 이 역은 델 프란토이오 가(via del Frantoio)와 델 바딜레 가(via del Badile) 교차로의 티부르티나 가(via Tiburtina)에 위치해 있다.

## 시설
산타 마리아 델 소코르소 역에는 다음과 같은 시설이 있다.
- 매표소
- 550곳의 파크 앤드 라이드 시설
- 장애인 전용 승차시설
- 엘리베이터
- 역 감시카메라 (CCTV)
- 에스컬레이터

## 역 주변
- 티부르티노 III (Tiburtino III)
- 콜리 아니에네 (Colli Aniene)
- 산타 마리아 델 소코르소 교회 (로마)